# Model Patricii Benner
Model Patricii Benner – amerykańska koncepcja opiekuńczo-pielęgniarska autorstwa Patricii Benner, wskazująca praktykę, jako klucz do osiągnięcia najcenniejszych kompetencji zawodowych. System opisała w książce Od nowicjusza do eksperta: doskonałość i moc w klinicznej praktyce pielęgniarskiej (ang. From Novice to Expert: Excellence and Power in Clinical Nursing Practice). Jej model jest jedną z najbardziej użytecznych ram oceny potrzeb pielęgniarek na różnych etapach ich rozwoju zawodowego.

## Geneza
Wyróżniająca się szeroką podbudową empiryczną koncepcja powstała w latach 80. XX wieku, kiedy to jej autorka, wraz z gronem współpracowników, przebadała za pomocą ankiet 1200 osób związanych z kompleksem opiekuńczo-pielęgniarskim. Benner zaadaptowała do swoich potrzeb modele z innych dyscyplin naukowych: matematyczny i analityczny Stuarta Dreyfusa i filozoficzny jego brata – Huberta Dreyfusa. Obaj bracia badali kompetencje m.in. pilotów i szachistów, określając ich zdolności i umiejętności na następujących poziomach: nowicjusz, zaawansowany początkujący, kompetentny, doświadczony i ekspert. Metodykę tych badań zaadaptowała do badania profesjonalnych zachowań personelu opiekuńczego i pielęgniarskiego.

## Charakterystyka
Zarówno opieka, jak i pielęgniarstwo są rozumiane w modelu Benner jako dyscypliny naukowe, a jednocześnie sztuka praktycznego działania. Benner wychodziła z założenia, że wiele umiejętności ludzkich jest przyswajanych bez wyjątkowo rozbudowanej podbudowy teoretycznej (np. pływanie, czy jazda na rowerze). Do tego rodzaju umiejętności zaliczyła praktykę usług pielęgniarskich, w której wiedza teoretyczna musi znajdować dopełnienie w codziennym działaniu, co jest kluczem do osiągania najlepszych możliwych wyników. Istotne kompetencje z tego zakresu są w dużej mierze ukryte, a ich wydobycie na zewnątrz możliwe jest przede wszystkim w drodze refleksji nad własną aktywnością. 
Benner wypełniła treścią zawodową pielęgniarzy i opiekunów pięć stopni kompetencyjnych Dreyfusów:
- nowicjusz: działa sztywno koncentrując się na wypełnianiu reguł, trudno mu właściwie reagować w sytuacjach niestandardowych, lub wymagających błyskawicznych i trudnych reakcji – dotyczy absolwentów lub fachowo pomagających wcześniej na innym odcinku,
- zaawansowany początkujący: osoba, która zebrała już pewne doświadczenie praktyczne, w sytuacja standardowych potrafi dobrze rozpoznawać potrzeby i sposoby działań, wymaga jednak pomocy w oznaczaniu priorytetów,
- kompetentny (po około 2-3 latach praktyki zawodowej): coraz lepsze przechodzenie od reagowania do planowania, rozróżnia najważniejsze w danej sytuacji aspekty,
- doświadczony: umie postrzegać sytuacje holistycznie, jako całość, reaguje spontanicznie, adekwatnie do sytuacji, opierając się na swoich doświadczeniach zawodowych, zauważa szybko nowe symptomy u podopiecznych, a także odchylenia od standardów, łatwo przychodzi mu określenie zasadniczego problemu i ustalenie strategii jego rozwiązania,
- ekspert: działa na podstawie poznania intuicyjnego i szukania w pamięci reguł postępowania, nie traci czasu na rozpatrywanie alternatyw, ma pewność co do zdiagnozowania podopiecznego, dostrzega pełnię sytuacji pacjenta – zarówno w warstwie somatycznej, jak i psychicznej i społecznej[1][2][3][4].

Według Benner najważniejsze zakresy kompetencyjne pielęgnacji i opieki to:
- efektywne działanie w nagłych przypadkach (kompetencja przy zagrożeniu życia, sprawne pokonywanie niespodziewanych problemów, rozeznanie stanów krytycznych),
- diagnostyka i opieka nad podopiecznym (zauważanie i dokumentacja zmian, wczesne ostrzeganie, wyprzedzające myślenie, właściwa i pełna ocena możliwości podopiecznego),
- pomaganie (kreowanie relacji uzdrawiających, dbanie o maksymalny komfort pacjenta, obecność w jego życiu, motywowanie pacjenta do zaangażowania się w proces leczniczy, ocena bólu, wspomaganie emocjonalne krewnych, przeprowadzanie pacjentów przez kryzysy emocjonalne, mediacja kulturowa i psychologiczna, określanie i realizacja celów terapii),
- organizowanie i współpraca (adekwatne reagowanie na potrzeby pacjentów, umiejętność określania priorytetów, radzenie sobie z niedostatkami personalnymi i fluktuacjami w tym zakresie, zarządzanie kryzysowe, przewidywanie okresów ekstremalnych obciążeń i zapobieganie ich negatywnym konsekwencjom, utrzymywanie opiekuńczej relacji z pacjentem),
- poradnictwo i opieka (integracja choroby z linią życia pacjenta, przygotowywanie na nowe doświadczenia, umożliwienie podopiecznemu wypowiadania się w toku procesu leczniczego lub terapeutycznego, przedstawianie pacjentowi jego stanu i wyjaśnianie istoty zabiegów),
- przeprowadzanie i nadzorowanie pielęgnacji (aplikacja leków, iniekcje, obserwacja efektów i skutków ubocznych, zwalczanie skutków małej mobilności lub jej braku, w tym odleżyn, mobilizacja i gimnastyka, profilaktyka zaburzeń oddechowych),
- zabezpieczanie i nadzorowanie jakości opieki medycznej (sprawdzanie stosowanych procedur medycznych i pielęgniarskich pod kątem bezpieczeństwa, ocena elementów zbędnych i możliwych do dodania w toku terapii, motywowanie lekarzy do podejmowania określonych, niezbędnych działań w odpowiednim czasie)[1].